# 용성초등학교 (전북)
용성초등학교는 대한민국 전북특별자치도 익산시에 있는 공립 초등학교이다.

## 학교 연혁
- 1960년 4월 20일 낭산국민학교 구룡분교 개교
- 1960년 4월 25일 5교실 준공
- 1961년 3월 15일 용성초등학교 설립인가
- 1961년 8월 8일 초대 백금철 학교장 취임
- 1984년 3월 10일 용성초등학교 병설유치원 개원
- 1986년 10월 27일 시교육청지정 시범학교 운영
- 2002년 12월 16일 충·효·예 교육부문 우수학교 표창
- 2003년 4월 17일 급식실 시설 개선
- 2003년 11월 17일 충·효·예 시지정 시범학교 공개
- 2011년 3월 1일 제16대 임승백 교장 부임
- 2016년 3월 1일 제17대 민완성 교장 부임
- 2020년 3월 1일 제18대 최상진 교장 부임

## 참고 자료
- 용성초등학교 - 한국교육학술정보원 학교알리미